# Gabriel Antonio Camilo González
Gabriel Antonio Rafael Camilo González (Ojo de Agua, Salcedo, Hermanas Mirabal, 7 de febrero de 1938), más conocido como Antonio Camilo,  es un obispo dominicano. Actualmente es obispo emérito de la diócesis de La Vega.

## Biografía
Nació el 7 de febrero de 1938, en Ojo de Agua, Salcedo. Hijo de Antonio Camilo Pantaleón y Caridad González Garrido. Es pariente de las heroínas dominicanas: las Hermanas Mirabal.
Realizó sus primeros estudios en la Escuela Primaria María Josefa Gómez de Salcedo, donde alcanzó el quinto grado.
El 1 de octubre de 1948, con diez años de edad, ingresó en el pre-seminario Padre Fantino del Santo Cerro, La Vega, donde permaneció un año. Luego fue transferido al Seminario Pontificio Santo Tomás de Aquino, en Santo Domingo, donde inició sus estudios eclesiásticos.
Más tarde, viajó a Buenos Aires, Argentina a estudiar Filosofía. La teología la realizó en Sevilla, Huelva y Salamanca, y finalmente regresó al país en 1961.
Fue ordenado diácono transitorio por Mons. Hugo Eduardo Polaco Brito, en Santiago de los Caballeros. 
El 1 de julio de 1962, recibió la ordenación presbiteral, de Mons. Octavio Antonio Beras Rojas, en la Catedral Primada de América.
En 1974, se graduó de paracaidista en la Fuerza Aérea Dominicana, mientras era párroco en San Isidro, zona oriental de Santo Domingo.
El 22 de octubre de 1982, fue declarado Hijo Adoptivo de Baní, por el ayuntamiento de esa ciudad. En junio de 1992, fue nombrado Hijo Meritísimo de la ciudad de Santo Domingo, por el ayuntamiento del Distrito Nacional.
El 10 de octubre de 1992, el papa Juan Pablo II lo anunció como nuevo obispo de La Vega, durante una misa celebrada en su viaje oficial a República Dominicana por motivo de los 500 años del Descubrimiento de América. De esta manera se convirtió en el primer y único obispo latinoamericano a quien el papa anunció públicamente su designación. Fue consagrado en la Catedral Inmaculada Concepción por Su Eminencia, el Cardenal Nicolás de Jesús López Rodríguez, quien fue su compañero de estudios en el seminario.
En su larga trayectoria como Obispo de La Vega ordenó más de cien sacerdotes, tanto religiosos como diocesanos, y creó un sinnúmero de parroquias para el desarrollo espiritual de los feligreses católicos de la diócesis de La Vega.
El 23 de febrero de 2015, el papa Francisco le aceptó la renuncia presentada por motivos de edad, nombrando en su lugar a Héctor Rafael Rodríguez Rodríguez como nuevo obispo de La Vega. Actualmente en retiro, reside en el Santo Cerro en la Casa de Obispos Eméritos San Camilo de Lelis, cerca del santuario nacional de Nuestra Señora de las Mercedes.
El 30 de julio de 2019, la Universidad Católica del Cibao (UCATECI) le otorgó doctorado honoris causa por sus aportes a la educación durante más de 55 años de vida sacerdotal

## Programa de TV La Voz del Obispo (LVO)
Es un programa religioso de variedades que se transmite desde al República Dominicana. En el año 2009, cuando Mons. Antonio Camilo, era el entonces Obispo de la Diócesis de La Vega, aconsejado por el Rvdo. P. Rafael Delgado Suriel (P. Chelo), fundó el Programa Religioso de Variedades La Voz del Obispo, empezando sus transmisiones por el Canal Católico Internacional La Voz de María con sede en La Vega. Cuando en el año 2015 Mons. Camilo terminó su período de gobierno episcopal, el nuevo Obispo de la Diócesis Héctor Rafael Rodríguez Rodríguez le permitió continuar con dicho servicio en favor de la Iglesia Diocesana de La Vega y del país.
Actualmente, es el presidente y fundador del Programa Semanal de Variedades La Voz del Obispo, este programa tiene alcance internacional y ha hecho producciones desde la Visita Ad Limina Apostolorum de la Conferencia del Episcopado Dominicano en Roman 2015; también desde la Jornada Mundial de la Juventud en Cracovia 2016, también varias producciones desde Nueva York. Monseñor Camilo, coordina este programa con un grupo de jóvenes destacados de la República Dominicana. Los jóvenes que acompañan de cerca al Obispo en la producción y dirección del programa son: Juan Bautista Peña Soriano (asistente del Presidente LVO, director de producción, conductor), César Andrés Canela Acosta   (director general, guionista y conductor), Rvdo. P. José Omar Valdez Cepeda (conductor), Pablo José Peña Soriano (director de Planta, conductor), Luis Alberto Rosario García (telemático y director técnico de transmisión), Apolinar Nerys González (director técnico-control master), Luis Guillermo García Cruz (coordinador de cámaras), Nelson Ariel Facenda Suárez (editor de video, conductor), María Danahui Pérez Santos (voz en off), Jolenny Jiménez López (conductora), Adonis De Jesús Ruíz Rosado (diseñador de fotografías), Yolanda Altagracia Guzmán Heredia (conductora), Saúl Ismael De La Mota Conill (asistente técnico), Ariel Martínez Suero (asistente de dirección), Eligio Ambiorix Ortega García (conductor LVO Radio), Jhonatan Abreu Faría (asistente del equipo), Alfonso López (diseñador de redes sociales).

## Trabajo pastoral

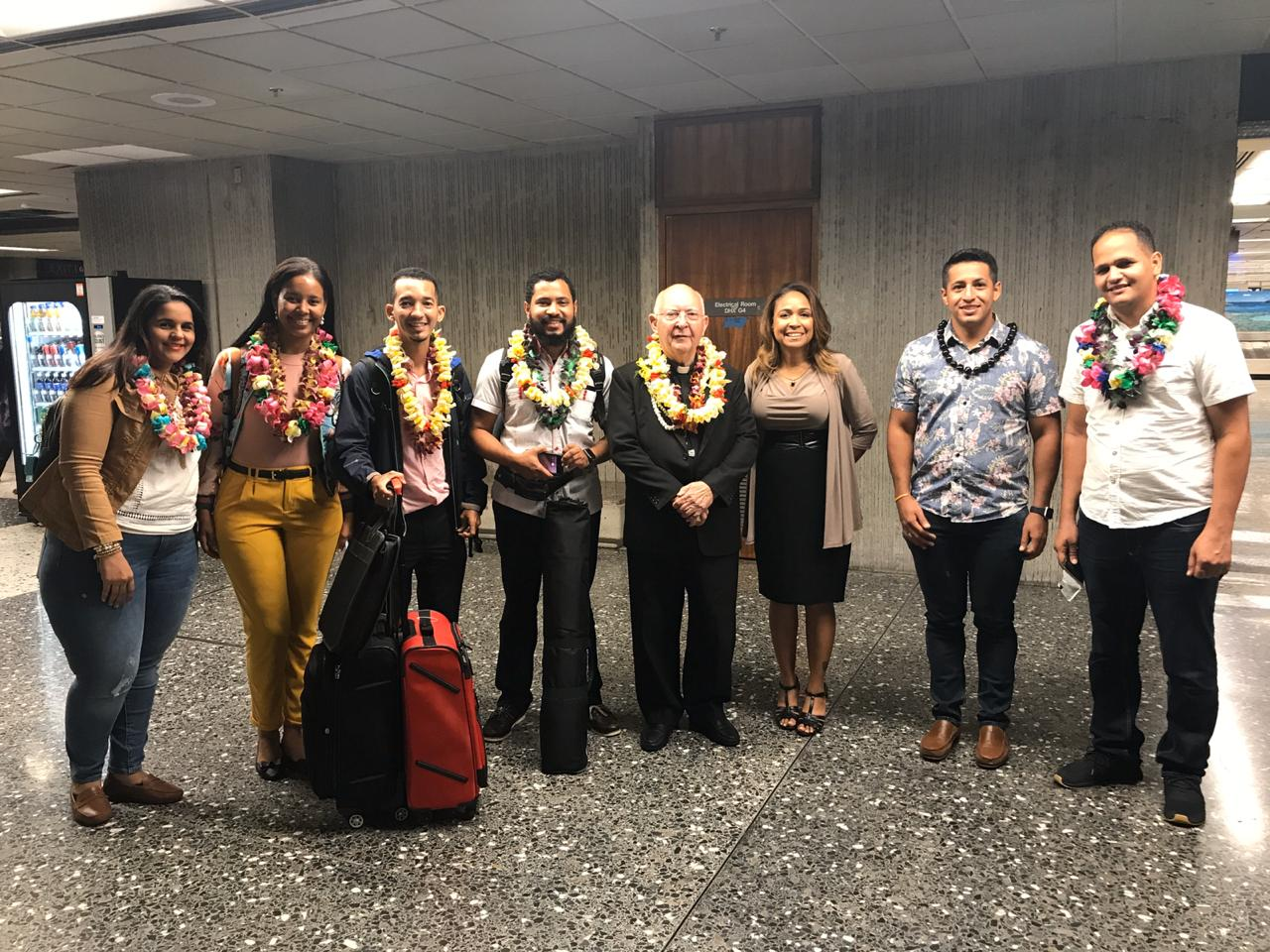
Foto tomada en el Aeropuerto de Honolulu cuando llegó el equipo de La Voz del Obispo para realizar transmisiones televisivas en la Diócesis de Honolulu y para conocer de cerca la historia de Damián de Molokai. Fueron recibidos por el Padre Diego, quien fue en representación del Obispo Clarence Richard Silva.

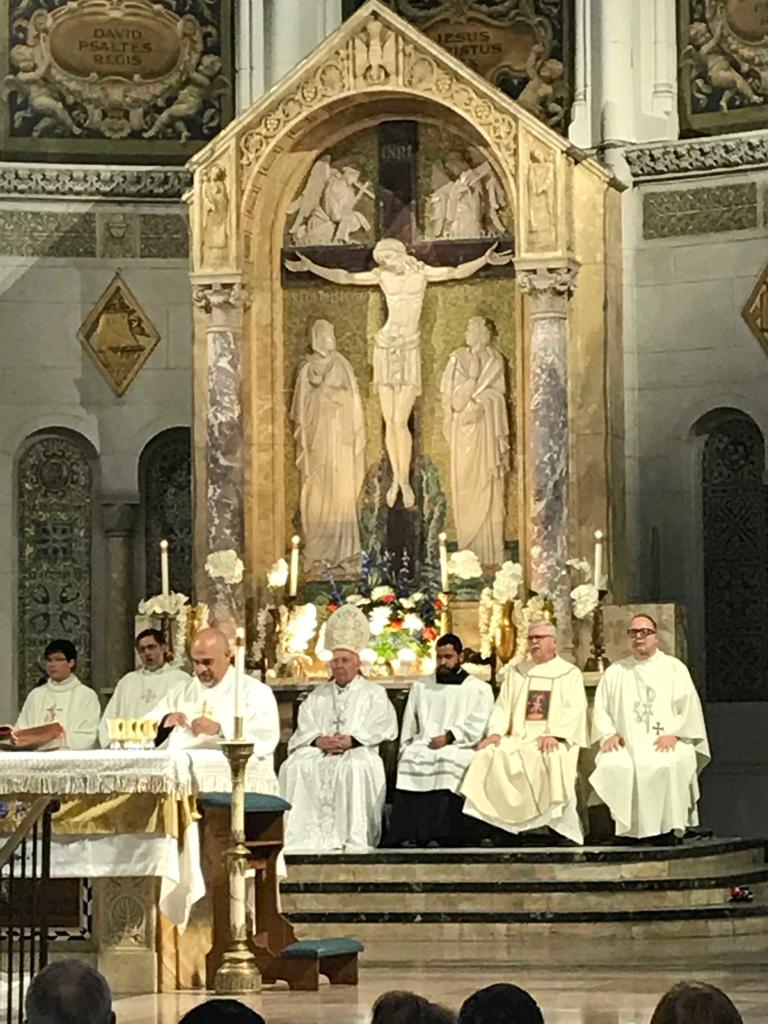
En la foto aparecen distintos sacerdotes, el maestro de ceremonias y en el centro está Gabriel Antonio Camilo González, quien era el concelebrante principal de la eucaristía.

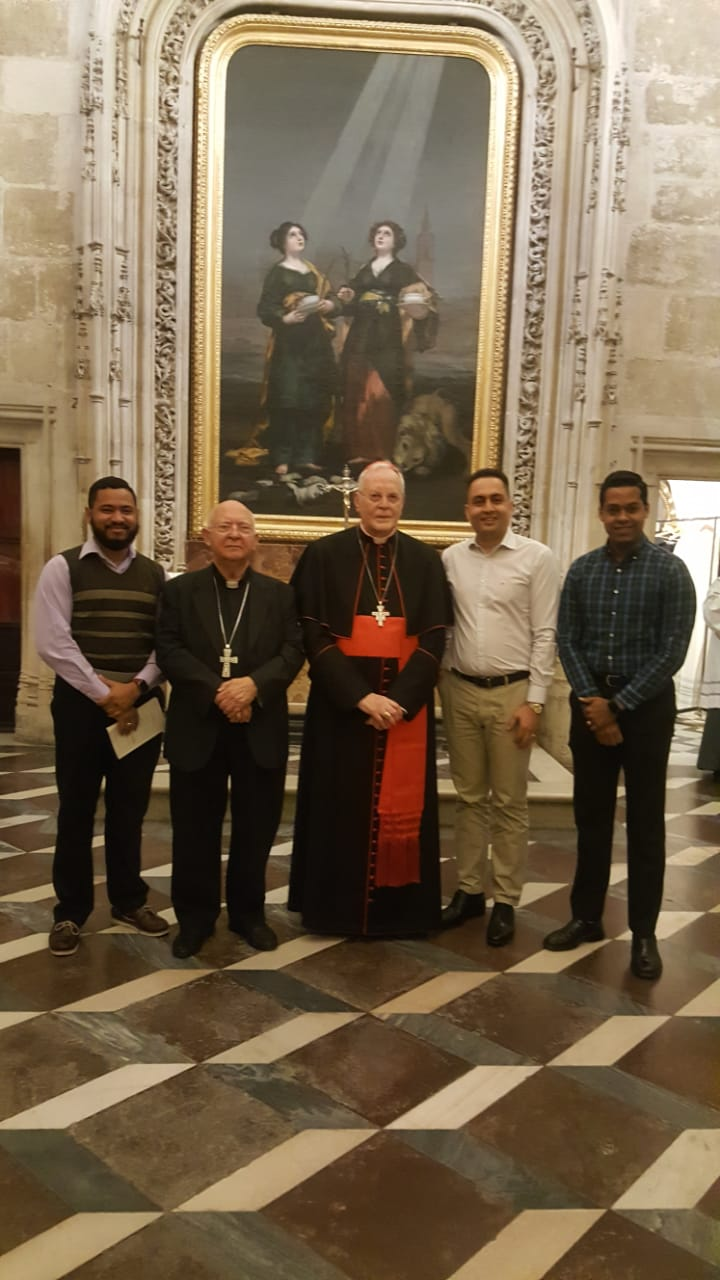
Viernes Santo, en la Sacristía de la Catedral de Sevilla. De izquierda a derecha: César Canela, Antonio Camilo, Cardenal Amigo, Sandy Gutiérrez y Juan Peña.

- Vicario de la Parroquia Santo Cura de Ars, en Santo Domingo, el 30 de agosto de 1962 (1962-1966).
- Asesor general de la Juventud Estudiantil Católica (JEC) el 10 de agosto de 1963 (1963-1966).
- Capellán del Colegio Dominicano de La Salle, en Santo Domingo, el 10 de diciembre de 1963 (1963-1966).
- Fundador, con los hermanos de La Salle y asesor de los Cursillos de Vida (1964-1966).
- Primer párroco de la Parroquia Corazón de Jesús en Cambita, San Cristóbal, el 24 de diciembre de 1966 (1966-1971).
- Vicario de la Catedral de Santo Domingo, el 12 de agosto de 1971 (1971-1972).
- Párroco de San Gabriel Arcángel en Santo Domingo, el 12 de agosto de 1972 (1972-1975).
- Vicerrector del Seminario Pontificio Santo Tomás de Aquino, el 14 de septiembre de 1971 (1971-1972).
- Párroco de San Isidro, Santo Domingo Este, el 12 de octubre de 1971 (1971-1975).
- Capellán Mayor de la Fuerza Aérea Dominicana.
- Prefecto General del Seminario Pontificio Santo Tomás de Aquino, el 2 de abril de 1972.
- Vicario de la Parroquia de Cambita, San Cristóbal, el 15 de octubre de 1972.
- Colaborador de los Cursillos de Cristiandad, el 7 de marzo de 1974.
- Vicario de la Parroquia Santo Cura de Ars, en Santo Domingo, el 10 de octubre de 1974 (1974-1975). Párroco de la Parroquia Corazón de Jesús en Cambita, San Cristóbal, el 27 de febrero de 1975 (1975-1977).
- Párroco de la Parroquia Nuestra Señora de Regla de Baní, el 5 de agosto de 1977 (1977-1982).
- Miembro del Comité Fundador del Hogar de Ancianos de Baní.
- Párroco de San Juan Bautista de Bayaguana, el 25 de septiembre de 1982 (1982-1984).
- Profesor de Letras de la Universidad Central del Este, Recinto de Bayaguana (1982-1984).
- Párroco de San Pablo Apóstol, en Santo Domingo, el 25 de enero de 1984 (1984-1992).
- Director del Instituto Nacional de Pastoral, el 7 de febrero de 1984 (1984-1988).
- Miembro del Patronato del Museo de Historia y Geografía en 1986.
- Vicario general del Arzobispado de Santo Domingo, 17 de agosto de 1988.
- Director espiritual del Senatus de la Legión de María, en Santo Domingo, el 4 de octubre de 1989 (1989-1992).
- Miembro del Instituto Duartiano de Santo Domingo, el 26 de abril de 1992.
- Miembro del Instituto Dominicano de Genealogía, en agosto de 1992.
- Obispo de ordinario de la Diócesis de La Vega (1992-2015)
- Presidente y fundador del Programa Semanal La Voz del Obispo (2009-actualidad)

| Predecesor: Juan Antonio Flores Santana | Obispo de La Vega 1992 - 2015 | Sucesor: Héctor Rafael Rodríguez Rodríguez |